# Österberg (Greding)
Österberg ist ein Gemeindeteil der Stadt Greding und eine Gemarkung im Landkreis Roth (Regierungsbezirk Mittelfranken, Bayern). Die Gemarkung Österberg hat eine Fläche von 3,912 km² und ist in 268 Flurstücke aufgeteilt, die eine durchschnittliche Flurstücksfläche von 14595,63 m² haben.

## Lage
Das Kirchdorf liegt auf dem Plateau der südlichen Frankenalb, das sich zwischen dem Schwarzachtal und dem Sulztal im Naturpark Altmühltal ausdehnt, in einer leichten Senke auf 557 m ü. NHN nördlich des Gemeindesitzes, der Stadt Greding. Östlich des Dorfes dehnt sich das „Buch“ aus, ein ehemals fürstbischöfliches Waldgebiet. Von Obermässing herauf führt die die 1926 gebaute Kreisstraße RH 28 über Kleinnottersdorf in südlicher Richtung nach Österberg.

## Ortsnamensdeutung
Karl Kugler deutet den Ortsnamen von „ostar“ als „östlich (von Obermässing aus) liegend“.

## Geschichte
Österberg, heute ein Filialkirchendorf von Obermässing, ist erstmals im 12. Jahrhundert erwähnt: Der Ortsadelige Chunrad/Konrad von „Osterberch“ übergab zwischen 1146 und 1149 seinen gesamten Besitz samt der Kirche im Ort mit Zustimmung seiner Kinder dem Kloster Plankstetten für einen Jahrtag. Zur Sicherung dieser Schenkung nahm der Bischof von Eichstätt, Gebhard II., sie in seinen und seiner Nachfolger bischöflichen Schutz. Das Dorf wurde am 19. Oktober 1305 im Gaimersheimer Schiedsspruch, der die Auseinandersetzung des Hochstifts Eichstätt mit den kurbaierischen Herzögen um das „Hirschberger Erbe“ beendete, hoheitsrechtlich dem Hochstift zugesprochen. 1350 ist ein Marquart von Viehhausen, gesessen zu „Osterperg“, erwähnt. Als 1398 Bischof Friedrich IV. Graf von Oettingen aus der Erbmasse des Hilpolt vom Stein von Schweiger/Schwaigger/Sweiker von Gundelfingen eine ganze Reihe von Hofstätten und Gütern erwarb, waren darunter der große und kleine Zehent von Österberg. 1414 verlieh das Kloster St. Walburg zu Eichstätt dem Fritz Schenk von Geyern zu Uttenhofen die Pflegschaft über seinen Besitz in Österberg, 1478 an Hans Schenk von Geyern und 1493 an Hieronymus von Rosenberg, Ritter zu Uttenhofen/Jettenhofen. 1484 versuchte der Neumarkter Pfalzgraf Otto II., mit diversen Schikanen die hohe und niedere Gerichtsbarkeit unter anderem über Österberg zu erreichen; Bischof Wilhelm von Reichenau legte daraufhin Protest beim Münchener Herzog ein. 1589 konnte der Eichstätter Bischof Martin von Schaumberg das Patronatsrecht über die Kirche Österbergs von Hans Konrad von Absberg erwerben.
Am Ende des Alten Reiches gehörten die 20 Untertanen des zur Gänze eichstättischen Dorfes folgenden Grundherrschaften:
- 1 Untertan dem Klosterrichteramt St. Walburg in Eichstätt
- 1 Untertan dem domkapitlischen Richteramt in Eichstätt
- 8 Untertanen dem Klosterrichteramt Plankstetten
- 4 Untertanen dem Pfleg- und Kastenamt Obermässing
- 6 Untertanen dem Richteramt Greding.

Außerdem gab es ein Hirtenhaus und eine Gemeindeschmiede. Die Hochgerichtsbarkeit sowie die Dorf- und Gemeindeherrschaft übte das Richteramt Greding aus – Letzteres mit Ausnahme des Anwesens des Klosters St. Walburg, das dieses Recht wie in Viehhausen selber ausübte.
Nachdem im Zuge der Säkularisation in Bayern das Hochstift Eichstätt aufgelöst worden war, kam Österberg mit dem ehemaligen Hochstift 1802 an Großherzog Erzherzog Ferdinand III. von Toskana und 1805/06 an das neue Königreich Bayern und dort in das Landgericht Beilngries. 1809 wurde der Steuerdistrikt Österberg gebildet, dem noch Kleinnottersdorf und Viehhausen angehörte. 1811 wurde aus dem Steuerdistrikt die Ruralgemeinde Österberg. Mit dem Gemeindeedikt von 1818 wurden alle drei Orte eigenständige Ruralgemeinden. 1857 wurde die Gemeinde Österberg mit weiteren sieben Gemeinden aus dem Landgericht Beilngries herausgenommen und dem näher liegenden Landgericht Greding zugeordnet.
1846 gab es bei 128 „Seelen“ im Dorf unter dem Gemeindevorsteher Joseph Bauer außer den Bauern einen Wirt, einen Metzger und einen Schmied. 1875 zählte man im Dorf bei 132 Einwohnern 13 Pferde, 157 Stück Rindvieh, 201 Schafe und 78 Schweine. 1870 wurde der Ort von Ostenberg in Österberg umbenannt. 1900 war der Viehbestand auf 20 Pferde, 185 Stück Rindvieh, 168 Schafe, 158 Schweine und zwei Ziegen angewachsen.
1903 wurde in Österberg eine Schule errichtet und Kleinnottersdorf und Viehhausen eingeschult. Der Lehrer fungierte gleichzeitig als Organist an St. Stephan. Die Schule bestand bis 1969.
Im Zuge der Gebietsreform in Bayern schloss sich die Gemeinde Österberg am 1. Januar 1972 der Stadt Greding an.

## Wasserversorgung

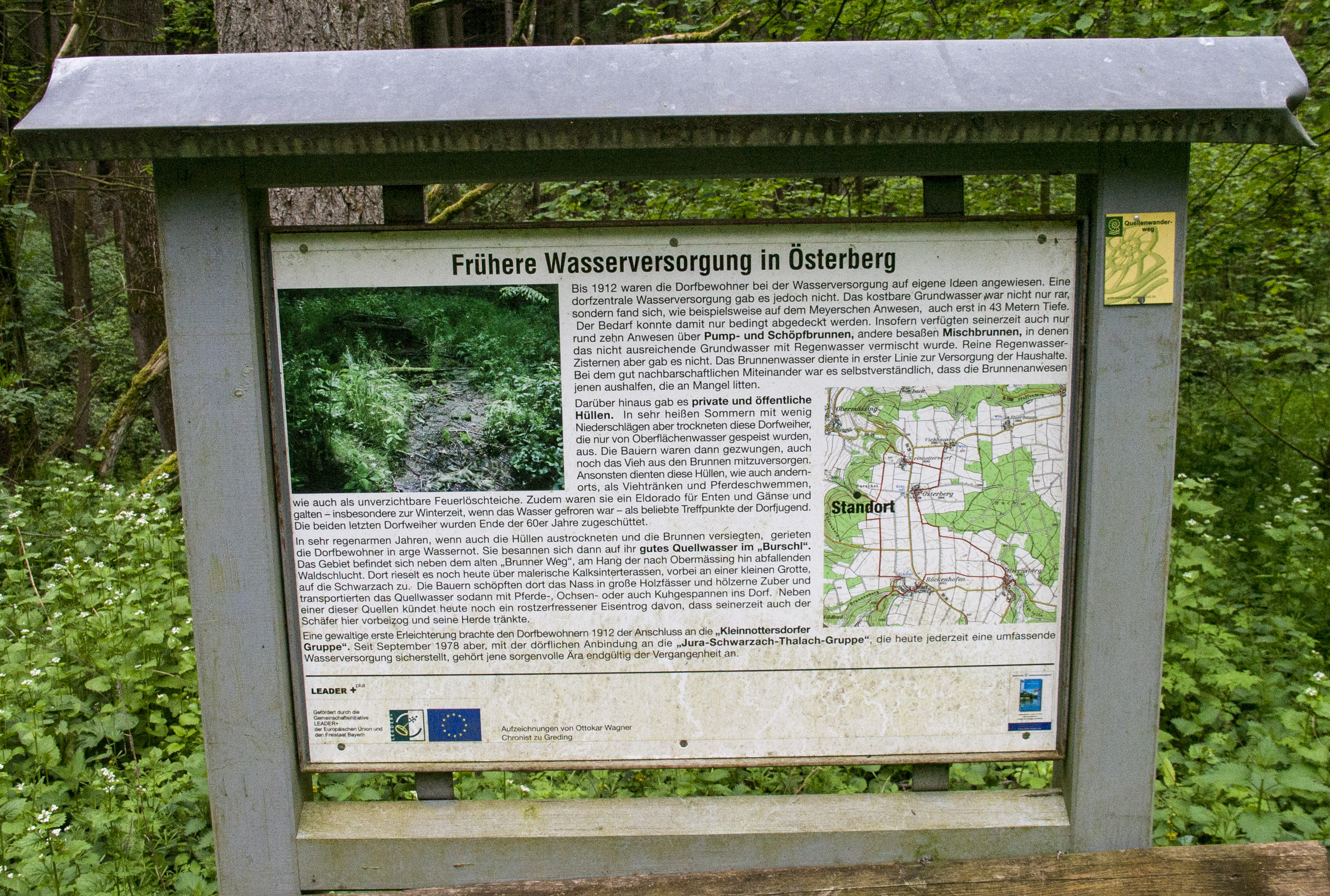
Infotafel Wasserversorgung

Über Jahrhunderte hin war die Versorgung von Mensch und Tier mit Wasser auf der wasserarmen Albhochfläche problematisch. Private und öffentliche „Hüllen“, gespeist von Oberflächenwasser, dienten der Versorgung des Viehs mit Wasser und zu Löschzwecken. Außerdem gab es im Dorf zur Gewinnung von Trinkwasser zehn Pump- und Schöpfbrunnen. In sehr trockenen Sommern wurde das Quellwasser aus der Waldschlucht (Naturschutzgebiet Bach und Schluchtwald bei Untermässing) im „Burschl“ aufgefangen und in Holzfässern und Zubern ins Dorf transportiert. 1912 erfolgte nach dem Bau des Wasserturms in Viehhausen der Anschluss an die „Kleinnottersdorfer Gruppe“ und im September 1978 an die „Jura-Schwarzach-Thalach-Gruppe“.

## Einwohnerentwicklung
- 1638: 2 Untertanen[23]
- 1836: 132 (22 Anwesen)[24]
- 1840: 128 (23 Häuser, 28 katholische Familien)[25]
- 1871: 132 (87 Gebäude, 26 Wohngebäude)[17]
- 1900: 150 (27 Wohngebäude)[18]
- 1938: 143[26]
- 1950: 165 (27 Anwesen)[27]
- 1961: 125 (27 Wohngebäude)[28]
- 1987: 124 (30 Wohngebäude, 31 Wohnungen)[29]

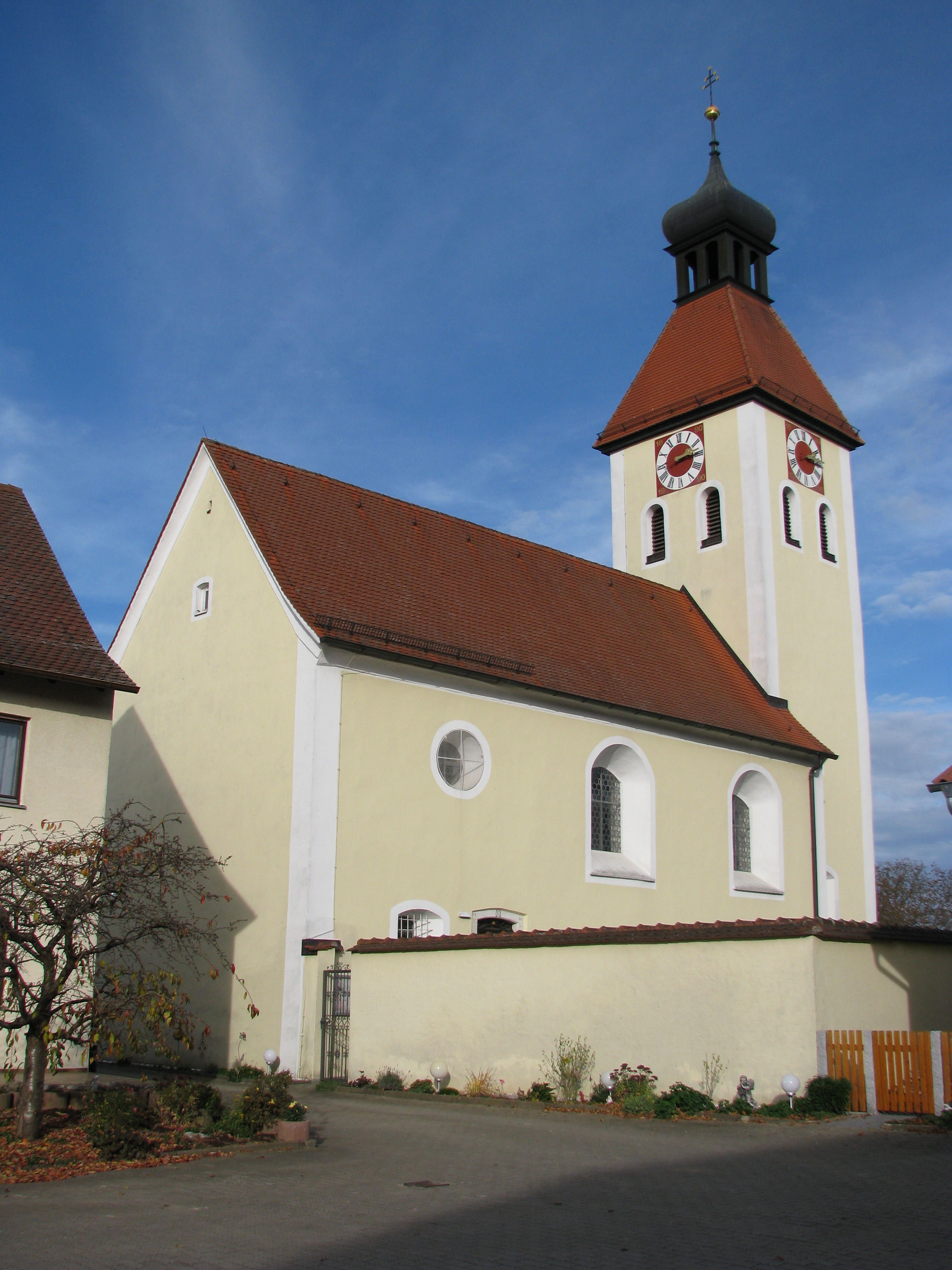
Dorfkirche St. Stephan

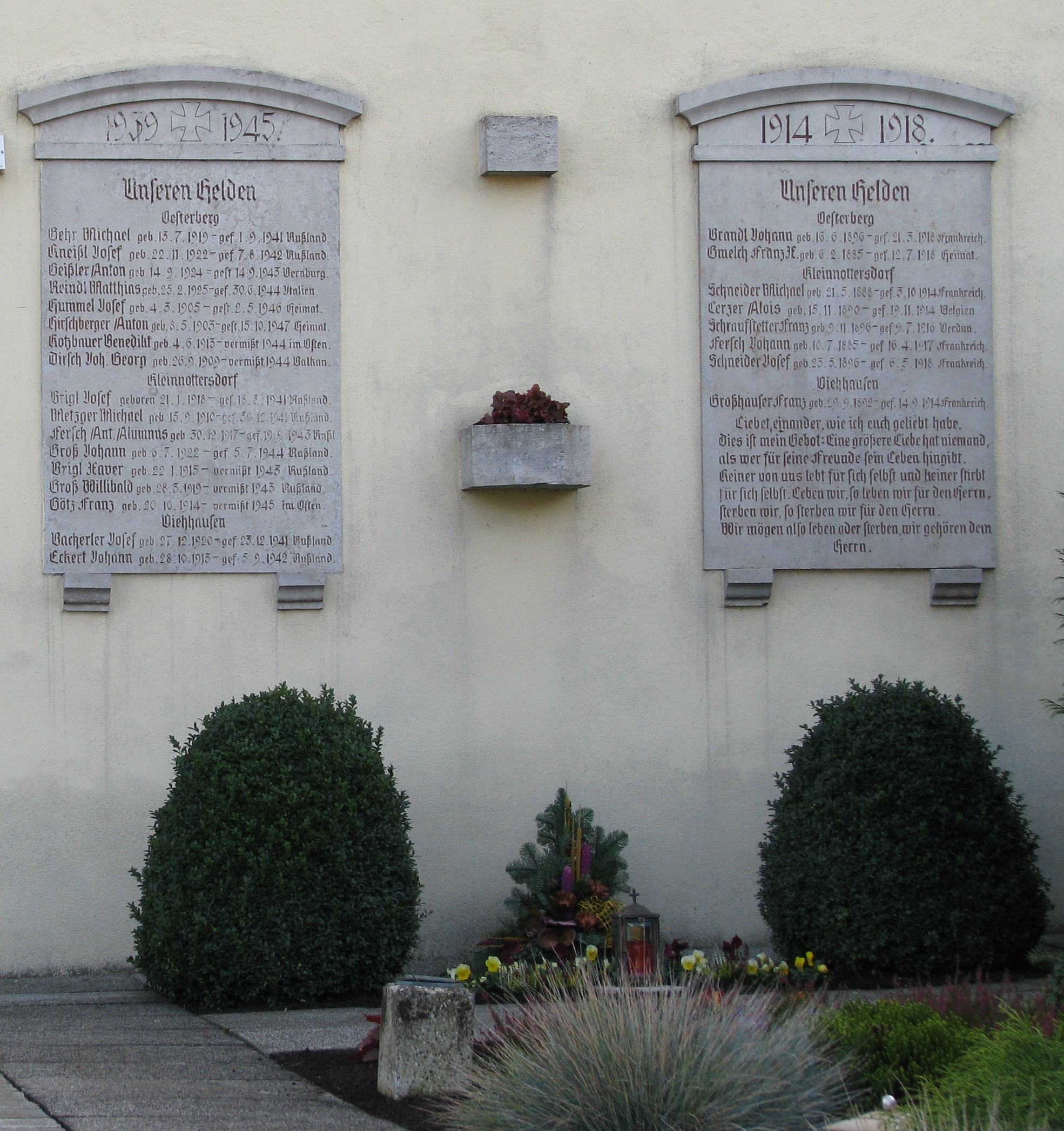
Kriegerdenkmal an der Dorfkirche

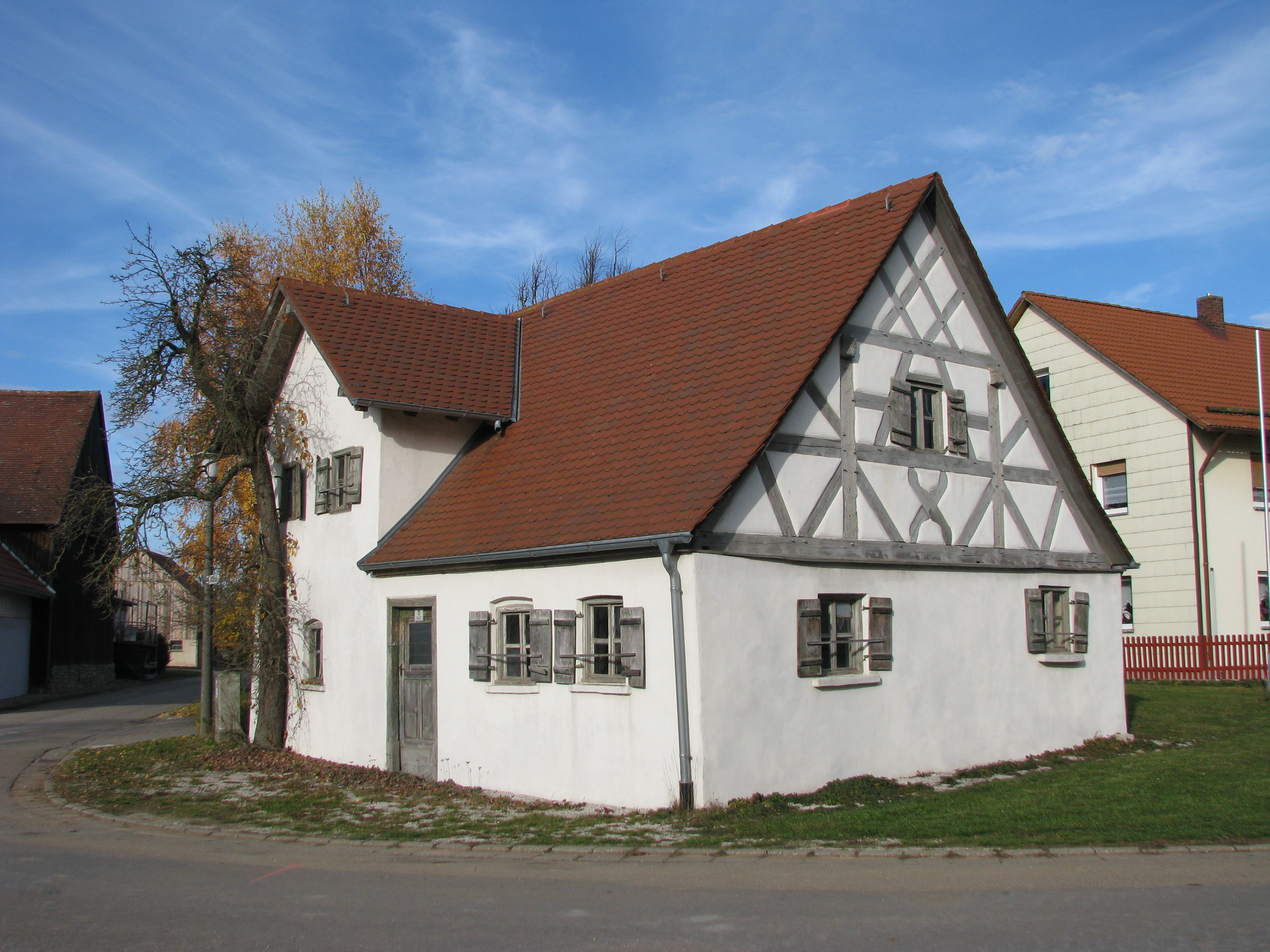
Kleinbauernhaus Waldstraße 11

- 2014: 134[20]

## Baudenkmäler

### Katholische Filialkirche St. Stephanus
Die Filialkirche ist eine romanische Wehrkirche des 12. Jahrhunderts vom Typus Chorturmkirche. 1422 wurde ein St. Georgsaltar konsekriert; 1497 ist ein Sakramentshaus mit ewigem Licht erwähnt. Ab 1690/91 wurde das Kirchenschiff nach Voranschlägen von Johann Baptist Camesino und Jakob Engel nach Westen auf insgesamt 14 × 5,5 Meter verlängert und barock umgestaltet; wegen der Verlängerung bis an die Friedhofsmauer war der alljährliche Umritt um die Kirche am Fest des hl. Stephan nicht mehr möglich. Auch wurde bei diesem Umbau eine Empore eingebaut und der Turm um ein Geschoss erhöht und mit Laterne und Kuppel abgeschlossen. Die Kanzel, eine Obermässinger Schreinerarbeit, kam zur gleichen Zeit in die Kirche. Der 1699 bezahlte Hochaltar zeigt statt eines Altarbildes drei spätgotische Figuren (Maria mit dem Jesuskind, hl. Stephanus, hl. Laurentius; um 1500). Der reiche Stuck des Innenraums stammt aus neuerer Zeit und wurde von Hirsch und Maile aus München gefertigt. Der Turm wurde 1904 zum Teil abgetragen und wiederhergestellt. 1908 kam eine Herz-Jesu-Statue des Innsbrucker Künstlers Stufler in die Kirche. 1911 erhielt der Sakralbau eine 6-Register-Orgel des Eichstätter Orgelbauers Josef Bittner. 1938 waren drei Glocken im Turm, 1764, 1779 und 1930 gegossen. 1872 wurde ein Emeritenbenefizium in Österberg gestiftet. 1947 wurden vier Eisenglocken des Bochumer Vereins als Geläut angeschafft.

### Weitere Baudenkmäler
An religiösen Kleindenkmälern gab es 1938 in der Ortsflur zwei gemauerte Bildsäulen, zwei Kreuze und drei Martersäulen. Ein Bildstock am westlichen Ortsrand und zwei Kleinbauernhäuser (Waldstraße 11 und 12) gelten außer der Kirche als Baudenkmäler.

## Wanderweg
Der 19 Kilometer lange Rundwanderweg „Quellenwanderweg“, der in Kleinnottersdorf beginnt, berührt auch Österberg.

## Vereine
- Freiwillige Feuerwehr Österberg, 1896 gegründet
- Katholische Landjugendbewegung Österberg
- Rasenmäherclub-Österberg e. V. (RMC-Österberg), 2022 gegründet

## Persönlichkeiten
- Johannes Hirschberger (1900–1990), katholischer Theologe, Philologe, und Philosoph; geboren in Österberg